# Zwrot (żeglarstwo)
Zwrot – w żeglarstwie manewr polegający na zmianie kursu jachtu, podczas którego przekracza się kąt zawarty między linią wiatru a dziobem (zwrot na wiatr) albo między linią wiatru a rufą (zwrot z wiatrem). W wyniku tego manewru wiatr napędza żagle z przeciwnej burty.